# Уманов-Каплуновский, Владимир Васильевич
Влади́мир Васи́льевич Ума́нов-Каплуно́вский (настоящая фамилия Каплуно́вский; 21 декабря 1865 года (2 января 1866), Харьков — январь 1939, Ленинград) — русский поэт, прозаик, переводчик.

## Биография
Владимир Васильевич Каплуновский родился 21 декабря 1865 года в Харькове в дворянской семье. Отец его был мировым судьёй и поэтом-любителем.
Предки происходили из села Каплуновка Харьковской губернии, в котором священниками с момента основания были Умановы.
Окончил 3-ю харьковскую гимназию (1886), поступил на историко-филологический факультет Петербургского университета, но вскоре перевёлся на юридический факультет, который окончил в 1890 году. В университете сблизился с О. Ф. Милером, под влиянием которого заинтересовался славянской культурой.
Служил в Гражданском кассационном департаменте Сената, в Департаменте окладных сборов Министерства финансов, с 1898 года — в Кабинете Его Императорского Величества по земельно-заводскому отделению.
Секретарь кружка петербургских поэтов «Вечера Случевского» (с 1904), там же председатель правления (с 1913), коллекционер автографов.
После Октябрьской революции остался в Советской России. Жил в Киеве (1918—1925), член профсоюза рабочих полиграфической промышленности. С 1925 на пенсии, переехал в Ленинград, работал литературным правщиком и корректором в типографии им. Володарского, был членом Всероссийского союза писателей (1925—1930).
Умер от рака печени между 30 декабря 1938 и 13 января 1939. Бумаги Уманова-Каплуновского хранятся в нескольких архивах (РГАЛИ, РНБ и т. д.).

## Творчество
Государственную службу совмещал с литературной деятельностью. Начал печататься в 1884 году (стихи в журнале «Благовест»). Публиковался в журналах «Исторический вестник», «Север», «Воскресение», «Нива», «Петербургская жизнь»,  «Пробуждение», «Водоворот», «Всемирная панорама», «Баян», «Весь мир».
Основное место в творчестве Уманова-Каплуновского занимала славянская поэзия.
Наряду с Андреем Сиротининым, Сергеем Штейном и Н. Н. Бахтиным-Новичем, Уманов-Каплуновский сделал достоянием русского читателя почти все славянские литературы. Эти переводы по общественному резонансу намного превосходили его оригинальное творчество.
Помимо славянских языков, переводил с французского. Ему принадлежит один из вариантов перевода «Марсельезы». Перевел на русский язык комедию Сент-Огана Лефевра (фр. Lefebvre Saint-Ogan) «Старость Дон-Жуана».
После революции не печатался, но продолжал сочинять стихи. Составил два рукописных сборника: «После возвращения» (1926—1936) и «Заметки пилигрима» (1918—1925, 1934—1937).

## Семья
- Первая жена — Елена Сампсоньевна Лабинская (ум. 1941)
- Вторая жена — Варвара Александровна Александрова.

## Книги
- Уманов-Каплуновский В. В. Баян: сборник произведений современных славянских поэтов и народной поэзии. — Санкт-Петербург: Издательство журнала «Пантеон литературы», 1888 г. — 108 стр.
- Уманов-Каплуновский В. В. Славянская муза. Переводы и подражания. — 2-е изд. — Санкт-Петербург: Изд. автора, 1892 г. — 186 стр.
- Уманов-Каплуновский В. В. Мысли и впечатления. Стихи. — Санкт-Петербург: Типо-Литография М. Пайкина, 1899 г. — 284 стр.
- Уманов-Каплуновский В. В. Незаметные драмы. Рассказы. — Санкт-Петербург, 1899 г.
- Уманов-Каплуновский В. В. Лучи и тени: очерки и параллели. — 1904 г. — 321 стр.
- Уманов-Каплуновский В. В. Славянская муза. Переводы и подражания. Третье издание. — Санкт-Петербург, 1904 г.
- Уманов-Каплуновский В. В. Фарисеи. Из галереи типов конца XIX столетия: Роман. — СПб, 1905

## Публикации

### Проза
- Уманов-Каплуновский В. В. Около цветов. Повесть // Книги журнала «Родина». — 1904. — № 15.
- Уманов-Каплуновский В. В. Мертвая правда. Рассказ. // Вестник Европы, 1906, том V, стр. 661—687
- Уманов-Каплуновский В. В. На мёртвом якоре. Рассказ. // Вестник Европы, 1908, том 3.
- Уманов-Каплуновский В. В. Кровавая ярмарка. Рассказ // Ежемесячные литературные приложения к журналу «Нива». — 1908. — № 5.
- Уманов-Каплуновский В. В. Логово. Рассказ // Ежемесячные литературные приложения к журналу «Нива». — 1909. — № 7.
- Уманов-Каплуновский В. В. Пять этажей. // Исторический вестник. — 1909. — № 12.
- Уманов-Каплуновский В. В. Изломы жизни. // Исторический вестник. — 1910. — № 10.
- Уманов-Каплуновский В. В. Вокруг Петербурга. Повесть // Исторический вестник. — 1911. — №№ 5-6.
- Уманов-Каплуновский В. В. Двуногий зверь. Повесть // Исторический вестник. — 1912. — №№ 8-12.
- Уманов-Каплуновский В. В. С надломанными крыльями. Повесть // Исторический вестник. — 1913. — №№ 10-11.
- Уманов-Каплуновский В. В. Кошмары наяву. Повесть // Исторический вестник. — 1915. — №№ 10-12.
- Уманов-Каплуновский В. В. Устроители дел. Рассказ // Исторический вестник. — 1917. — № 4.

### Статьи
- Уманов-Каплуновский В. В. Франц Преширн // Исторический вестник, 1905, т. 102, № 5, стр. 615—617
- Уманов-Каплуновский В. В. Из воспоминаний о Е. П. Кадминой // Исторический вестник, 1905, т. 102,, стр. 897—905
- Уманов-Каплуновский В. В. М. Л. Кропивницкий и Южно-русский театр. // Исторический вестник, 1906, т. 104, № 5, стр. 523—531
- Уманов-Каплуновский В. В. Святополк Чех (1846—1908) // Исторический вестник, 1908, т. 112, № 4, стр. 249—253
- Уманов-Каплуновский В. В. Иван Вазов — народный болгарский поэт-гражданин (Очерк) // Исторический вестник, 1908, т. 112, № 5, стр. 614—632
- Уманов-Каплуновский В. В. Поэты Шеноа и Змай Иованович // Исторический вестник, 1908, т. 113, № 9, стр. 951—960
- Уманов-Каплуновский В. В. Поэт Григорий Головков. Очерк. // Исторический вестник, 1914, т. 131, № 3, стр. 935—947
- Уманов-Каплуновский В. В. Коллекция П. Л. Вакселя. // Столица и усадьба, 1915, № 33.
- Уманов-Каплуновский В. В. Мой альбом. // Столица и усадьба, 1915, № 25
- Уманов-Каплуновский В. В. Из моего собрания. // Столица и усадьба, 1917, № 81—82.